# Hérodore d'Héraclée
Hérodore est un mythographe et grammairien grec du VIe siècle av. J.-C. Ses ouvrages sont connus par fragments, rapportés entre autres par Aristote dans Génération des animaux  à propos des hyènes, dans Histoire des animaux, où il le dit père du sophiste Bryson ; Athénée de Naucratis à propos d'Héraclès et Plutarque de Chéronée, entre autres.

## Notice historique
Originaire d'Héraclée du Pont, Plutarque de Chéronée se réfère à lui dans l’article de Thésée des Vies parallèles des hommes illustres ; il est l’auteur d'Histoires d’Héraclès,

## Ouvrages
- Orphée et Musée, qualifié de « traité »
- Histoires d’Héraclès
- Les Argonautiques